# Румънци
Румънците (в по-старата литература понякога ромънци или румъни/ромъни, на румънски: români, исторически също rumâni) са народ, чийто основен език е румънският, индоевропейски език от романската група. Румънците са основното население на Румъния. Съществуват политически спорове, дали молдованите, които са основното население на съседната на Румъния Република Молдова са отделен народ или трябва да се разглеждат като част от румънския народ. В исторически или пейоративен контекст румънците са наричани власи.

## Произход на румънците
Произходът на румънците е ненапълно изяснен и е предмет на няколко алтернативни теории. Всички те приемат, че говореният от румънците румънски език се формира на основата на диалектите на простонародния латински, говорени в Късната античност в римските провинции на Югоизточна Европа, северно от Иречековата линия.
Според теорията за дако-римския континюитет румънците произлизат главно от дако-римляните, етническа група, образувала се при съжителството на местните даки и римски колонисти в римската провинция Дакия северно от Дунав. Според алтернативната имиграционистка теория етногенезисът на румънците започва в провинциите южно от Дунав, като местното романизирано население (наричано от Средновековието власи) се разселва през планинските области както на север към Карпатите, така и на юг към Гърция. Двете теории се съчетават в адмиграционната теория, според която романоезични общности се запазват задълго и от двете страни на Дунав, като първоначалните романоезични общности северно от реката постепенно нарастват за сметка на миграции от юг.
Изграждането на различните теории за произхода на румънците и споровете между техните привърженици често са силно политически мотивирани – те дават противоположни аргументи за това дали румънското или унгарското население на Трансилвания е по-ранно.
Съвременните независими изследвания приемат въпросът за произхода на румънците за нерешен, тъй като „наличните исторически, археологични и лингвистични данни не изглеждат достатъчни, за да се даде определен отговор“, а „местоположението и обхватът на територия, където възниква „дако-романския език“ са несигурни.

## Език
Румънският език (понякога наричан дако-румънски, преди също влашки, влашко-молдовски) е един от романските езици, родният език на румънците. Има официален статут в Румъния, където е роден и основен говорим език за 90% от населението, както и в Молдова.
В по-тесен смисъл под румънски език се разбира същинският влашки език, който от края на 16 век получава литературна форма в румънската част на Трансилвания и съседна Влахия и оттогава се превръща в общолитературен, а по-късно и в национален език на старите държави Влашко и Молдова, които се обединяват през 19 век в една държава, наречена Румъния.
Той се формира на базата на разговорно-диалектния латински език на колонистите, преселили се на изток от Балканския полуостров след завладяването му от Рим.
Румънският език типологично принадлежи към балкано-романската подгрупа на източнороманската група на индоевропейското езиково семейство. Едновременно с това румънският език е най-особеният в групата на романските езици, разкривайки характеристиките на така наречените „контактни езици“, формирани на кръстопътя на няколко езикови области, по-специално балканския езиков съюз.

## Държавност
През XIV век на територията на съвременна Румъния се образуват две феодални княжества: Молдова и Влахия, които са завладени от Османската империя през XVI век. През 16 век се образува Трансилванското княжество, което излиза от управлението на Унгария и признава сюзеренитета на турския султан.
В сравнение с други балкански територии, превзети от османците, Молдова, Влашко и Трансилвания запазват по-голямата си автономия.
През 1600 г. Влахия, Молдова и Трансилвания са обединени под управлението на княз Михаил Храбри, а след неговото убийство са покорени от войниците на австрийския генерал Джорджо Баста. Въпреки това, според молдовския историк от 17-ти век Мирон Костин, Молдова е завладяна от Михай, но три месеца по-късно молдовското княжество е освободено от властта на владетеля Мунтян, който скоро е убит.
През 1699, 1718 и 1739 г. различни части от днешна Румъния, като например Влашка Олтения през 1718 г., са разделени между Австрия и Османската империя.
През 19 век във Влахия и Молдова се разгръща националноосвободително движение, което има за цел да обедини тези княжества, както и Трансилвания, в една държава. Революцията от 1848 г. обхваща и Дунавските княжества, но там е потушена от съвместна турско-руска намеса. На 5 февруари 1859 г. Александру Йоан Куза е избран за принц на Влахия. През 1861 г. той е официално признат от Османската порта, която преди това категорично се противопоставя на обединението на княжествата. В резултат на това е провъзгласено създаването под османски суверенитет на Обединено княжество Влашко и Молдова, което Куза оглавява с титлата Домнитор.
В Руско-турската война от 1877-78 г. Румъния воюва на страната на Русия. На 9 май 1877 г. парламентът провъзгласява пълната независимост на Румъния, която е потвърдена от завършилия войната Берлинския договор от 1878 г. Съгласно същия договор обаче Русия си връща загубената в Кримската война Южна Бесарабия, въпреки съпротивата на Румъния, която е принудена да приеме като компенсация Северна Добруджа. През 1881 г. Румъния официално е провъзгласена за кралство.

## Галерия
- Исторически карти